# Galgenmühle (Kitzingen)
Die Galgenmühle (auch Gollersmühle, Adresse Sickershäuser Straße 2, früher Hausnummer 827) ist eine ehemalige Getreide- und Sägemühle im unterfränkischen Kitzingen. Sie liegt am Sickersbach im Süden des Stadtteils Siedlung und war im 19. und 20. Jahrhundert zeitweise ein eigenständiger Ortsteil Kitzingens.

## Geschichte
Die Galgenmühle wurde erstmals im Jahr 1390 erwähnt, gleichzeitig mit dem Siechenhaus, das nur wenig Meter weiter westlich errichtet worden war. Die Galgenmühle erhielt ihren Namen von ihrer Lage in der Nähe der Kitzinger Hinrichtungsstätte. Die Mühle wurde früh von den Herren von Hohenlohe-Brauneck gehalten, die sie an Bestandsmüller verpachteten. Im Jahr 1415 verkaufte Margaretha Gräfin von Schwarzburg, geborene Hohenlohe-Brauneck die Mühle an die Kitzinger Bürger Betzollt Berbing und Hans in der Klingen.
In der Folgezeit entwickelte sich die Galgenmühle zu einem Betrieb in städtischer Hand. Nach der Ersterwähnung von Müllern in der Mühle tauchen im 15. und 16. Jahrhundert immer wieder Pachtmüller auf. 1429 ist „Fritz, der Galgenmüller“ genannt, 1497 hatte Bartholomäus von Mospach die Mühle inne. Mit Hans Wertheim, einem Kitzinger Bürger, ist im Jahr 1515 letztmals ein Galgenmüller namentlich genannt. In der Folgezeit wurde die Anlage vollständig von der Stadt übernommen und betrieben.
Immer wieder kam es zu Konflikten zwischen den von Untertanen gepachteten „Bachmühlen“ entlang des Bimbachs und der Sickersbachmühle. Gleichzeitig gingen die Bestandsmüller der Galgenmühle auch mehrfach gegen die Konkurrenz weiter bachaufwärts sowie gegen die benachbarte Hagenmühle vor. 1479 und 1497 klagten die Müller vor dem Landgericht Würzburg gegen Mainbernheim und Iphofen. Zumeist ging es um Stauwehre, die das Wasser aufhielten und einen Betrieb des Mühlrades unmöglich machten.
Die Galgenmühle wurde in Mittelalter und Früher Neuzeit ausschließlich als Getreidemühle betrieben und vor allem als Kundenmühle für die Kitzinger Bevölkerung genutzt. Im Jahr 1709 stellte man die Mühle in vereinfachter Form bildlich dar, um einen Konflikt zwischen dem Müller der Hagenmühle und dem Kitzinger Spital beizulegen. Erst im 19. Jahrhundert tauchten wieder private Müller in der Anlage auf. So gelangte im Jahr 1872 ein gewisser Goller aus Ickelheim an die Mühle. Er vererbte die Anlage an seinen Sohn Johann Michael Goller. Zuletzt hatten dessen Söhne Hans und Karl die Mühle inne. Karl betrieb ein Sägewerk in der Mühle.
Die noch aus dem Spätmittelalter stammenden Bauten der Mühle wurden im Jahr 1888 durch ein Feuer zerstört. Danach wurden die Baulichkeiten neu errichtet. Im Jahr 1999 wurde die Galgenmühle als letzter Mühlenbetrieb entlang des Sickersbachs stillgelegt. Die Bauten mussten in der Folgezeit immer wieder verkauft werden. In den Jahren 2012 und 2013 war geplant, ein großes Wohngebiet im Areal zu errichten. Weitere Vorstöße, das Gebiet um die Mühlenbauten neu zu gestalten, scheiterten auch 2016.

## Ortsteil
Im Jahr 1867 wurde die Galgenmühle als Einöde in der Gemarkung der damals unmittelbaren Stadt Kitzingen bezeichnet. Der Ortsteil bestand aus drei Gebäuden und war der Poststation, Pfarrei und Schule Kitzingen zugeordnet. Die Galgenmühle bildete ein Zentrum der späteren Siedlung Kitzingens. 1961 wurde das Galgenmühle letztmals als Ortsteil erwähnt. Einwohnerzahlen werden nun jedoch bereits nicht mehr angegeben, da Stadt und Ortsteil zusammengewachsen waren.
| Jahr | Einwohner | Jahr | Einwohner | Jahr | Einwohner | Jahr | Einwohner | Jahr | Einwohner |
| ---- | --------- | ---- | --------- | ---- | --------- | ---- | --------- | ---- | --------- |
| 1867 | 6         | 1875 | 4         | 1888 | 11        | 1900 | 7         | 1925 | 9         |